# Rudolf Voderholzer
Rudolf Voderholzer (ur. 9 października 1959 w Monachium) – niemiecki biskup rzymskokatolicki, biskup diecezjalny Ratyzbony od 2012.

## Życiorys
Święcenia kapłańskie otrzymał 17 czerwca 1987 z rąk kardynała Friedricha Wettera. Inkardynowany do archidiecezji Monachium i Freising, początkowo pracował duszpastersko, a od 1992 był pracownikiem uniwersytetów i instytutów teologicznych (m.in. w Monachium, Fryburgu i Trewirze). W 2008 został dyrektorem Instytutu Papieża Benedykta XVI.
6 grudnia 2012 papież Benedykt XVI mianował go biskupem diecezjalnym Ratyzbony. Sakry biskupiej udzielił mu 26 stycznia 2013 arcybiskup Monachium – kardynał Reinhard Marx.
W 2018 otrzymał Bawarski Order Zasługi.